# Ludwig Christian Lichtenberg
Ludwig Christian Lichtenberg (* 15. Januar 1737 in Ober-Ramstadt; † 29. März 1812 in Gotha) war ein vier Jahre älterer Bruder des Physikers und Philosophen Georg Christoph Lichtenberg. 

## Leben
Wissenschaftlich gebildet, wurde er Sekretär und Geheimer Assistenzrat am Hofe Ernst II. von Sachsen-Gotha-Altenburg. Er war für das Physikalische Kabinett im Schloss Friedenstein zuständig, das er mit seiner umfangreichen Sammlung physikalischer Geräte ergänzte. Damit war Gotha besser ausgestattet als Göttingen.
Lichtenberg hatte den Hof und auch das Bürgertum über neue wissenschaftliche Entwicklungen zu unterrichten. Dazu hielt er Experimentalvorträge und publizierte neue Ergebnisse. Er führte wie sein Bruder in Göttingen den Blitzableiter in Gotha ein. Er stärkte damit den Ruf Gothas als eines „Weimar der Naturwissenschaften“. Bekannt wurde er auch durch die Erforschung der Tironischen Noten, der Kurzschrift aus der Zeit Ciceros. Von 1781 bis 1799 erschien von ihm herausgegeben das Magazin für das Neueste aus der Physik und Naturgeschichte, in dem er auch eigene Beiträge veröffentlichte.
Ludwig Christian Lichtenberg blieb das ganze Leben mit seinem Bruder Georg Christoph eng verbunden, der von ihm auch finanziell unterstützt wurde. Nach dessen Tod edierte Ludwig Christian Lichtenberg zusammen mit dem gothaischen Gymnasialprofessor Friedrich Christian Kries die erste Werkausgabe seines Bruders. Sie erschien zwischen 1800 und 1806 in 9 Bänden beim Göttinger Verlag Dieterich; die Bände I und II enthalten die erste Sammlung von Aphorismen aus den Sudelbüchern, die den späteren Ruhm des Bruders begründeten.
Ludwig Christian Lichtenberg blieb ledig und wurde in Sachsen-Gotha-Altenburg noch zum „Geheimen Legationsrat“ ernannt. 1786 wurde er zum korrespondierenden Mitglied der Göttinger Akademie der Wissenschaften gewählt.

## Veröffentlichungen
- Georg Christoph Lichtenberg's vermischte Schriften. Nach dessen Tode aus den hinterlassenen Papieren gesammelt und herausgegeben von Ludwig Christian Lichtenberg und Friedrich Kries. 9 Bände, Verlag der Dieterichschen Buchhandlung, Göttingen 1800 bis 1806.
Nach Sachgebieten geordnete Auswahl aus den Sudelbüchern in den Bänden 1 und 2; Digitalisate (Google Books): Band 1, Göttingen 1800, Band 2, Göttingen 1801.
- Magazin für das Neueste aus der Physik und Naturgeschichte. Hrsg.: L.C. Lichtenberg, J.H. Voigt, Gotha, Bd. 1.1781/83-12.1799 (Digitalisat, Universitätsbibliothek Bielefeld) (Inhaltserschließung)